# Frazeysburg (Ohio)
Frazeysburg es una villa ubicada en el condado de Muskingum en el estado estadounidense de Ohio. En el Censo de 2010 tenía una población de 1326 habitantes y una densidad poblacional de 554,08 personas por km².

## Geografía
Frazeysburg se encuentra ubicada en las coordenadas 40°7′6″N 82°7′2″O / 40.11833, -82.11722. Según la Oficina del Censo de los Estados Unidos, Frazeysburg tiene una superficie total de 2.39 km², de la cual 2.39 km² corresponden a tierra firme y (0%) 0 km² es agua.

## Demografía
Según el censo de 2010, había 1326 personas residiendo en Frazeysburg. La densidad de población era de 554,08 hab./km². De los 1326 habitantes, Frazeysburg estaba compuesto por el 97.59% blancos, el 0.08% eran afroamericanos, el 0.15% eran amerindios, el 0.3% eran asiáticos, el 0% eran isleños del Pacífico, el 0.15% eran de otras razas y el 1.73% pertenecían a dos o más razas. Del total de la población el 0.45% eran hispanos o latinos de cualquier raza.